# Mont Sujet

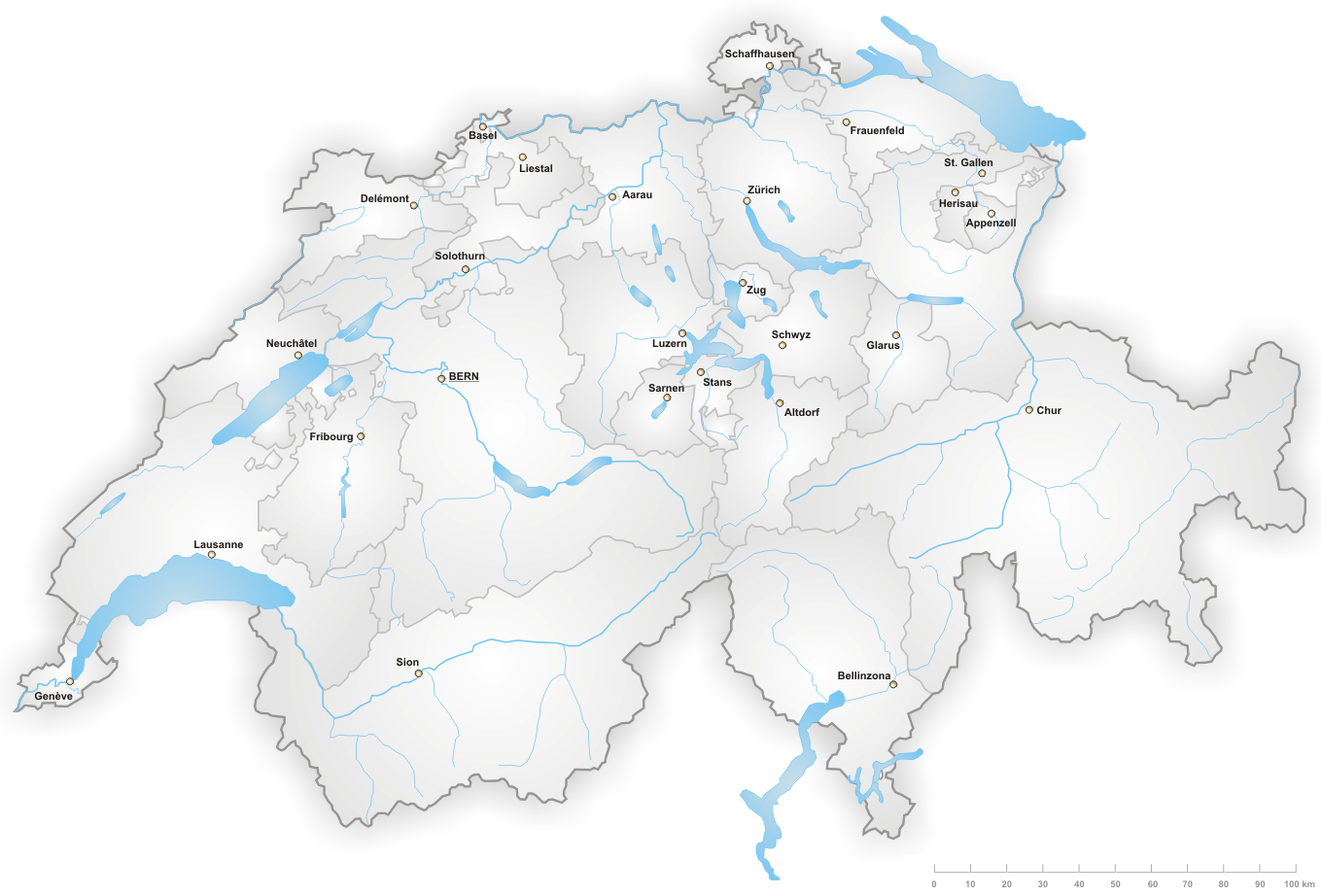
Poziția muntelui Sujet pe harta Elveţiei

Mont Sujet (germană Spitzberg) este un munte înalt de 1.382 din cantonul Berna, Elveția. Se află pe teritoriul comunelor Lamboing și Diesse, la nord de Lacul Biel și la 7 km vest de orașul Biel. Este un munte de încrețire din Munții Jura. Anticlinalul are o lungime de 8 km și lățimea de 2 km.